# Takajo Mitsuhashi
Takajo Mitsuhashi (三橋 鷹女, Mitsuhashi Takajo), née Mitsuhashi Taka (三橋 たか, Taka Mitsuhashi) le 24 janvier 1899 à Narita et morte le 7 avril 1972, est une poétesse japonaise haïku de l'ère Shōwa.

## Biographie
Takajo Mitsuhashi naît le 24 janvier 1899 dans le village de Tamachi près de Narita sous le nom Taka Matsuhashi (三橋 たか), mais elle est appelée Takako (たか子).
Après avoir achevé ses études à l'école secondaire de filles de Narita (aujourd'hui lycée de Narita) en 1916, elle s'installe dans la banlieue de Tokyo et vit temporairement avec son frère aîné Keijirō (慶次郎). Par admiration pour ses professeurs privés, Akiko Yosano et Bokusui Wakayama, elle se consacre à l'art de la poésie.
En 1922, elle épouse Higashi Kenzō (東 謙三), dentiste sous l'influence duquel elle se tourne vers la poésie haïku et travaille pour le magazine publié par Sekitei Hara, Kabiya (鹿火屋, littéralement « daim-hutte-feu »; ce qui signifie la hutte d'un garde-chasse qui allume un incendie dans la nuit pour chasser les cerfs qui, autrement, pourraient détruire les cultures sur le terrain)
En 1934, elle rejoint le magazine Keitōjin (鶏頭陣, « la crête de coq »), publié par Ono Bushi, et se fait dorénavant appeler Takajo Higashi (東 鷹女). Comme son frère décède de maladie en 1942, elle hérite des droits de succession de la famille Mitsuhashi.
En 1953, elle participe à la revue Bara (薔薇, « Rose »).
Après la fin de la Seconde Guerre mondiale, Takajo Mitsuhashi est avec Tatsuko Hoshino, Teijo Nakamura et Takako Hashimoto, désignée comme les « Quatre T » de la poésie féminine haiku moderne qu'elles ont ensemble créée.

## Recueils de haikus
- Himawari (向日葵, « Tournesols »), 1940.
- Hakkotsu (白骨, « Os blanchis »), 1952.
- Shida-jigoku (歯朶地獄, « L'enfer de la fougère »), 1961.
- Buna (ぶな, « Hêtre »), 1970.

## Source de la traduction
- (de) Cet article est partiellement ou en totalité issu de l’article de Wikipédia en allemand intitulé « Mitsuhashi Takajo » (voir la liste des auteurs).